# Caso Pinochet
El caso Pinochet, oficialmente «Regina v Bow Street Metropolitan Stipendiary Magistrate, ex parte Pinochet Ugarte 3 WLR 1,456 (H.L. 1998)», fue un polémico caso suscitado ante la Cámara de los Lores, que consistió en decidir si el exdictador chileno Augusto Pinochet podría reclamar la inmunidad de jurisdicción a partir de las denuncias de tortura formuladas por un tribunal español y, por tanto, evadir su extradición a España.
El caso es significativo en una serie de áreas, incluyendo el derecho penal internacional, el derecho internacional de los derechos humanos y la relación entre el derecho internacional y el derecho interno. El fallo es también importante por la decisión posterior de la Cámara de los Lores, sin precedentes, de anular el juicio debido a la posibilidad de sesgo en uno de sus jueces.

## Antecedentes y arresto
Augusto Pinochet fue acusado por el juez español Baltazar Garzón de tortura, un delito de derecho internacional que puede ser perseguido en cualquier país en virtud de la doctrina de la jurisdicción universal. Tras haber consultado a Scotland Yard sobre la presencia de Pinochet en Londres por un tratamiento médico especializado, Garzón envió mediante fax una orden de arresto de la Interpol a esa ciudad, siendo arrestado la medianoche del 16 de octubre de 1998 en la clínica donde se atendía.
Los abogados del exdictador argumentaron que, dado que Pinochet era jefe de Estado en el momento de los presuntos delitos por los que se le acusaba, tenía inmunidad a la jurisdicción de los tribunales británicos. La Sala de Justicia de la Reina (Queen’s Bench Division) del Tribunal Superior de Justicia acogió los argumentos de la defensa de Pinochet, por lo que dictaminó el 28 de octubre que el entonces senador chileno tenía inmunidad.

## Sentencias de la Cámara

### Pinochet I
Sin embargo, la Cámara de los Lores emitió una sentencia el 25 de noviembre de 1998, en la causa conocida como «caso Pinochet I», estableciendo que Pinochet no tenía inmunidad jurisdiccional, y por tanto se daba vía libre a su extradición a España. La decisión fue de 3 contra 2, con los votos favorables de los lores Nicholls, Hoffmann y Steyn, y los votos en contra de los lores Slynn y Lloyd.
Uno de los principales pasajes del fallo establece que:

«El desarrollo de la legislación internacional desde la Segunda Guerra Mundial justifica la conclusión de que, en la época en que se produjo el golpe de Estado de 1973, y ciertamente a partir de entonces, el derecho internacional condenaba el genocidio, la tortura, el secuestro y los crímenes contra la humanidad (tanto en tiempo de paz como de guerra), y que los considera delitos internacionales que deben ser castigados. Por tanto, me parece difícil de mantener que la comisión de dichos delitos se pueda considerar dentro de la categoría de actos llevados a cabo en el ejercicio de las funciones de un jefe de Estado».

### Decisiones siguientes
El juicio de este caso fue dejado de lado en el caso «R v Bow Street Metropolitan Stipendiary Magistrate, ex parte Pinochet Ugarte (No. 2)» (conocido como «caso Pinochet II») sobre la base de que había una posibilidad de sesgo en uno de los jueces.
Esto desembocó en un tercer caso denominado «R v Bow Street Metropolitan Stipendiary Magistrate, Ex Parte Pinochet Ugarte (No. 3)», también conocido como «caso Pinochet III», el cual confirmó que Pinochet no tenía inmunidad estatal pero que los actos cometidos fuera de los territorios británicos sólo podrían ser perseguidos bajo ley nacional si habían sido cometidos después de haberse aprobado la sección 134 de la Ley de Justicia Criminal de 1988.